# Front Line Assembly
Front Line Assembly (FLA) är en kanadensisk industrialmusikgrupp som bildades 1986 av Bill Leeb och Michael Balch, efter att Bill Leeb lämnat Skinny Puppy.

## De tidiga åren
Bill började under 1985 komponera egna låtar och släppte så en demokassett, Nerve War 1985, i 50 exemplar till vänner och bekanta. Det gjordes flera versioner av Nerve War, bland annat lämnade Bill över ett kassettband till musiktidningen New Life som innehöll en annan låtlista än den första versionen av Nerve War. Under 1986 släppte han även en ny demokassett med titeln Total Terror, som senare nysläpptes 1993.
FLA:s första fullängdsskiva var The Initial Command som släpptes 1987. Redan under The Initial Command anslöt sig Rhys Fulber till gruppen, men i början hjälpte han endast till med olika ljudslingor på de första skivorna. Skivan State of Mind, som släpptes 1988, var den första av FLA:s skivor som släpptes i hela världen.
Under 1989 släpptes skivan Gashed Senses and Crossfire där FLA genomgick en förändring, den mörka ambientatmosfären som speglat de första skivorna hade försvunnit och istället lämnat rum för mer ”beat” och kraftig bas. 1989 släpptes också det första av många sidoprojekt som Bill och Rhys sysselsatt sig med, nämligen de första Delerium-skivorna Faces, Forms and Illusions och Morpheus. I Delerium fortsatte de att utveckla den mörka ambientstil som präglat FLA:s tidiga album. I slutet av 1989 släpptes även skivan Grining into Emptiness, som var Bills samarbete med Marc Verhaeghen från gruppen Klinik, under namnet Noise Unit. 1989 valde Michael Balch att lämna gruppen och anslöt sig till Ministry.

## 90-talets cyberpunkare
Caustic Grip släpptes 1990. Med Caustic Grip rusade FLA in i den cybernetiska framtiden. Singlarna Provision och Iceolate blev ”single of the week” i musiktidningarna Melody Maker och Sounds och FLA började då inta den dominerade ställning inom industrial som gruppen haft sedan dess. 
Albumet följdes av den fristående singeln Virus 1991. Låten blev uppmärksammad världen över och Virus spelades på många industri- och dansklubbar, Många anser att den ledde till gruppens stora genombrott.
Under 1990 och 1991 släpptes även flera album från deras olika sido- och samarbetsprojekt så som Cyberaktifs Tenebrae Vision och inte mindre än fyra Delerium-album, Syrophenikan och Stone Tower under 1990 samt Spiritual Archives och Euphoric under 1991. Dessutom gjorde Bill och Rhys ett techno/house-album under namnet Intermix och de släppte även en Noise Unit-skiva med titeln Response Frequency.
När skivan Tactical Neural Implant gavs ut 1992 blev Front Line Assembly en av industrialmusikens mest populära band och ofta det album som skattas högst av bandets lyssnare. Här blandades techno-influerade rytmer med hårda EBM-slingor.
Under 1993 nysläpptes Total Terror, med restaurerat och remastrat ljud.
1994 var ett späckat år för Bill och Rhys. Ett färdigt album valdes att inte släppas av anledning att det inte passade som en FLA-skiva, och fick senare bli en Noise Unit-skiva med titeln Decoder. Under året färdigställde de ännu en skiva, Millennium, som innehöll en kombination av heavy metal-gitarrer och elektronisk musik vilket skulle karakterisera industrialmusiken under 90-talet. Detta blev en stor chock för många fans och en besvikelse för flera som menade att FLA sålde sig och försökte tjäna snabba pengar genom att spela på grupperna Nine Inch Nails och Ministrys framgångar. Dock anses Millennium vara ett av bandets starkaste album.
1994 utvecklades Delerium till att bli ett eget band som Bill och Rhys lade mer och mer tid på. Delerium släppte skivan Semantic Spaces som gjorde att många började jämföra Delerium med grupper som Enigma och artisten Enya.
Front Line Assembly släppte 1995 Hard Wired som följdes av en världsturné. Detta räknas då till Front Line Assemblys mest framgångsrika period.

## Sidoprojekten utvecklas
Sedan följde två år när bandmedlemmarna koncentrerade sig på olika sidoprojekt. Diverse material släpptes under olika projektnamn som Equinox och Pro-Tech, ett till Noise Unit-album Drill (1997) och två Synæsthesia-album Desideratum and Ephemeral.
Tidigare under 1996 hade Rhys deklarerat att han ville gå sin egen väg och de två avslutade sitt samarbete med Delerium-skivan Kharma 1997. Ironiskt blev Kharma deras största succé någonsin och när DJ Tiesto remixade albumets singel Silence slog den igenom på topplistorna runt om i världen, framförallt i Australien, Tyskland och USA. DJ Tiesto spelade låten under sitt medley på öppningsceremonin för Olympiska sommarspelen 2004 i Aten. Med Silence framförd av sångeskan Sarah McLachlan gick Delerium från ett obskyrt kultband till att spelas runt om på klubbar år 2000.

## En ny konstellation
Efter att Rhys lämnat FLA anslöt Chris Peterson (Corndog) sig till bandet och 1997 släpptes FLAvour of the Weak där bandet visade en sida av drum and bass och techno blandat med det hårda traditionella sound FLA alltid har. Detta album ändrade än en gång stilen på EBM och industri och förde genren framåt. FLAvour följdes 1998 av ett dubbelalbum Re-Wind där olika grupper som Front 242, Eat Static och Collide remixade låtar från FLAvour.
Ett år senare (1999) släpptes albumet Implode, en traditionellt välgjord FLA produkt som dock inte var banbrytande på något sätt men den visade än en gång varför FLA var den ledande kraften inom industrimusiken.
Under de första åren av 2000-talet lade Bill all sin energi på Delerium och släppte albumet Poem 2001  där gästartister som Leigh Nash och Medieval Babes deltog.
Därefter teamade Bill och Chris upp igen och skapade FLA albumet Epitah som släpptes 2001. Epitah blev en stor framgång och fans som trodde att Bills arbete med Delerium gjort att FLA kommit på efterkälken blev lugnade. Dock talade rykten om att detta skulle bli den sista FLA-skivan då det var Delerium som drog in alla pengarna. Efter Epitah valde dessutom Chris att lämna FLA.
Under dessa år fortsatte Rhys att producera album, bland annat åt Fear Factory samt han började utveckla och skapa sitt soloprojekt Conjure One. Redan efter att han lämnade FLA 1997 började han prata om att skapa ett eget soloalbum i stil med Deleriums Kharma, dock drog det ut på tiden och inte förrän hösten 2002 släpptes soloplattan Conjure One, Delerium-influencerna är så starka att man kan tala om en tvilling till Delerium. Albumet hade flera gästvokalister, till exempel Sinéad O'Connor, Poe och Chemda. Albumet slog stort i bl.a. England och Australien. Flera av låtarna remixades och släpptes som dance/clubmixar som hamnade högt upp på UK Club Charts.

## Full Circle
Bill och Rhys bestämde sig hösten 2002 att för första gången sedan Kharma (1997) återförenas och börja jobba på nytt material för Delerium och FLA. År 2003 släpptes så Deleriums Chimera. Chimera var än mer popinfluerad än dess föregångare och stax därefter utförde för första gången Delerium en turné i Nordamerika.
Parallellt före, under och efter Delerium-turnén arbetade de båda herrarna med ett nytt FLA-album och hösten 2003 släpptes singeln Maniacal och därefter albumet Civilization (2004) som fick FLA-fans över hela världen att glädjas. Civilization är klassisk FLA i ny förpackning och de visar att de än idag kan producera stark och mörk industri.
Under tiden fortsatte Rhys att jobba med sitt soloprojekt Conjure One och hösten 2005 släpptes så Extraordinary Ways, där Rhys för första gången sjunger på ett spår! I sedvanlig ordning förekommer en rad gästvokalister som till exempel Chemda, Poe och Joanna Stevens. Influenserna av Delerium, Massive Attack, Dead Can Dance och Tangerine Dream är påtagliga. Även till detta album släpptes en rad dance-remixar som kom högt upp på olika dance-charts runt om i världen.
Sommaren 2006 släpptes Artificial Soldier där även Michael Balch medverkar. En återgång till klassisk FLA-sound med likheter med TNI. På albumet är både Front 242s sångare Jean-Luc De Meyer och Covenants Eskil Simonsson med och gästsjunger.
Deleriums nya album Nuages Du Monde (Clouds Of The World) släpptes bara någon månad senare. Som vanligt bestående av en mängd gästsångerskor, bland annat Kristy Thirsk, Jael och den världskände sopranen Isabel Bayrakdarian.
Bill och Rhys jobbar även med ett nytt sidoprojekt under namnet Fauxliage där bland annat sångerskan Leigh Nash medverkar. FLA gjorde dessutom en bejublad världsturné under sommaren/hösten 2006.
Under vinter/våren 2007 kommer herrarna i FLA släppa Fallout, en sorts Artificial Soldier v.2 som består av 3 nya tracks och 9 remixar från Artificial Soldier. Under april 2007 kommer en amerikansk turné göras för att följas upp av en Europaturné under sommaren 2007. De kommer bland annat spela på Arvikafestivalen 2007.
Sidoprojekt:
- Fauxliage
- Conjure One
- Delerium
- Pro-Tech
- Synæsthesia
- Will
- Intermix
- Noise Unit
- Equinox
- Cyberaktif
- Mutual Mortuary

## Diskografi

### Album
- 1985 – Nerve War
- 1986 – Total Terror
- 1987 – The Initial Command
- 1988 – State Of Mind
- 1988 – Corrosion
- 1988 – Disorder
- 1988 – Convergence
- 1989 – Gashed Senses and Crossfire
- 1990 – Caustic Grip
- 1992 – Tactical Neural Implant
- 1994 – Millennium
- 1995 – Hard Wired
- 1988 – Corroded Disorder
- 1996 – Live Wired
- 1997 – Flavour of the Weak
- 1998 – Re-wind
- 1999 – Implode
- 2001 – Epitaph
- 2004 – Civilization
- 2006 – Artificial Soldier
- 2007 – Fallout
- 2012 - AirMech

### Singlar
- 1990 – Iceolate
- 1990 – Provision
- 1991 – Virus
- 1992 – Mindphaser
- 1994 – Millennium
- 1994 – Surface Patterns
- 1995 – Circuitry
- 1997 – Colombian Necktie
- 1998 – Comatose
- 1999 – Prophecy
- 1999 – Fatalist
- 2001 – Everything Must Perish
- 2003 – Maniacal
- 2004 – Vanished